# Livia vernaliforma
Livia vernaliforma är en insektsart som beskrevs av Caldwell 1940. Livia vernaliforma ingår i släktet Livia och familjen rundbladloppor. Inga underarter finns listade i Catalogue of Life.